# Nguyên Hồ Ma
Nguyên Hồ Ma (chữ Hán: 元胡摩) (? - 616) là chính thất của Bắc Chu Hiếu Mẫn Đế Vũ Văn Giác, hoàng đế Bắc Chu trong lịch sử Trung Quốc. 
Tuy là vợ hoàng đế nhưng gần 8 tháng trị vì của chồng, bà chỉ ở ngôi Vương hậu. Bà được tôn làm Hoàng hậu dưới thời em chồng là Bắc Chu Vũ Đế Vũ Văn Ung, nhưng với thân phận "hoàng tẩu", không phải vợ hoàng đế nên không có thực quyền của một Hoàng hậu.

## Tiểu sử
Nguyên Hồ Ma là công chúa Tây Ngụy, con gái thứ 5 của Tây Ngụy Văn Đế. Tước hiệu khi đó của bà là Tấn An công chúa (晉安公主).
Không rõ năm Nguyên Hồ Ma kết hôn với Vũ Văn Giác, con trai quyền thần Vũ Văn Thái, chỉ biết khi đó bà còn rất trẻ. Năm 556 Vũ Văn Thái qua đời, Vũ Văn Giác thừa kế toàn bộ tước hiệu của cha và nhận sự bảo hộ của Vũ Văn Hộ, cháu trai Vũ Văn Thái.

## Vương hậu
Mùa xuân năm 557 khi Vũ Văn Giác chỉ mới 15 tuổi, Vũ Văn Hộ ép Tây Ngụy Cung Đế Thác Bạt Khuếch nhường ngôi hoàng đế cho Vũ Văn Giác, triều Bắc Ngụy chính thức diệt vong, bắt đầu triều đại Bắc Chu. Tuy nhiên, Vũ Văn Giác không dùng danh xưng "hoàng đế" mà dùng tước hiệu "Thiên vương". Nguyên Hồ Ma vì thế mang tước vị Vương hậu.
Sau một thời gian, Thiên vương không hài lòng việc Vũ Văn Hộ chuyên quyền. Tháng 4 năm 557, Thiên vương tìm cách trừ khử Vũ Văn Hộ, nhưng bị hắn ta phát hiện. Vũ Văn Hộ liền bức ép Thiên vương nhường ngôi cho anh trai là Vũ Văn Dục, tức Bắc Chu Minh Đế. Vị Hoàng đế khai quốc Vũ Văn Giác trị vì chưa đầy 8 tháng đã bị phế truất và bị giáng làm Lược Dương công, một tháng sau lại bị Vũ Văn Hộ cho người ám sát để ngừa hậu hoạn. Vương hậu trở thành góa phụ, xuất gia tu hành.

## Hoàng tẩu
Mùa hè năm 560, Vũ Văn Hộ e ngại tài trí của Minh Đế nên sai người hạ độc. Sau khi trúng độc, Minh Đế biết mình không qua khỏi, các hoàng tử lại quá nhỏ nên ông ra chiếu truyền ngôi cho hoàng đệ là Lỗ quốc công Vũ Văn Ung, tức Bắc Chu Vũ Đế.
Năm 572, Vũ Đế thành công tiêu diệt Vũ Văn Hộ, truy phong Vũ Văn Giác là Hiếu Mẫn Đế, tôn Nguyên Hồ Ma làm Hoàng hậu, ban ngự tại Sùng Nghĩa cung (崇義宮). Vì là Hoàng tẩu nên Nguyên Hồ Ma được xem là cựu Hoàng hậu, thường được gọi Sùng Nghĩa hoàng hậu (崇義皇后) để phân biệt với đương kim Hoàng hậu A Sử Na thị, vợ Vũ Đế. 
Năm 581, Dương Kiên soán ngôi Bắc Chu, lập ra nhà Tùy, xưng Tùy Văn Đế. Nguyên Hồ Ma xuất cung sống tại phủ đệ riêng đến khi qua đời năm 616.